# Мэдлок, Билл
Билл «Бешеный пёс» Мэдлок младший (англ. Bill "Mad Dog" Madlock, Jr., род. 12 января 1951 года) — американский бейсболист, выступавший в Главной лиге бейсбола. За свою карьеру он четыре раза становился лидером Национальной лиги по отбиванию.

## Ранняя жизнь
Вырос в Декейтере (штат Иллинойс), где выступал за местные молодёжные бейсбольные команды. В старшей школе Эйзенхауэра он был членом команд по трём видам спорта: баскетболу, бейсболу и американскому футболу.

## Профессиональная карьера
За 15-летнюю профессиональную карьеру, средняя реализация выходов на биту составила 30,5 %, он сделал 2008 хитов и выбил 163 хоум-рана.
Был выбран на драфте МЛБ 1970 года в пятом раунде клубом «Вашингтон Сенаторз». В МЛБ он дебютировал 7 сентября 1973 года за «Техас Рейнджерс» («Сенаторз» переехали в Техас после сезона 1971 года), отыграв в сезоне 21 игру. После окончания сезона он и Вик Харрис были обменяны «Чикаго Кабс» на Фергюсона Дженкинса. В новой команде Мэдлок заменил на позиции игрока третьей базы Рона Санто, и в сезоне выбивал с процентом 31,3 — наивысший показатель в «Кабс» для игрока третьей базы со времён Стена Хэка, который выбивал 32,3 % в 1945 году. В 1975 году Мэдлок впервые в своей карьере стал лидером лиги по проценту отбивания с показателем 35,4 %. 26 июля этого же года он в одной игре реализовал 6 из 6 выходов на биту. Он также впервые в своей карьере стал участником матча всех звёзд МЛБ и вместе с Джоном Мэтлоком стал самым ценным игроком матча.